# Глуханя

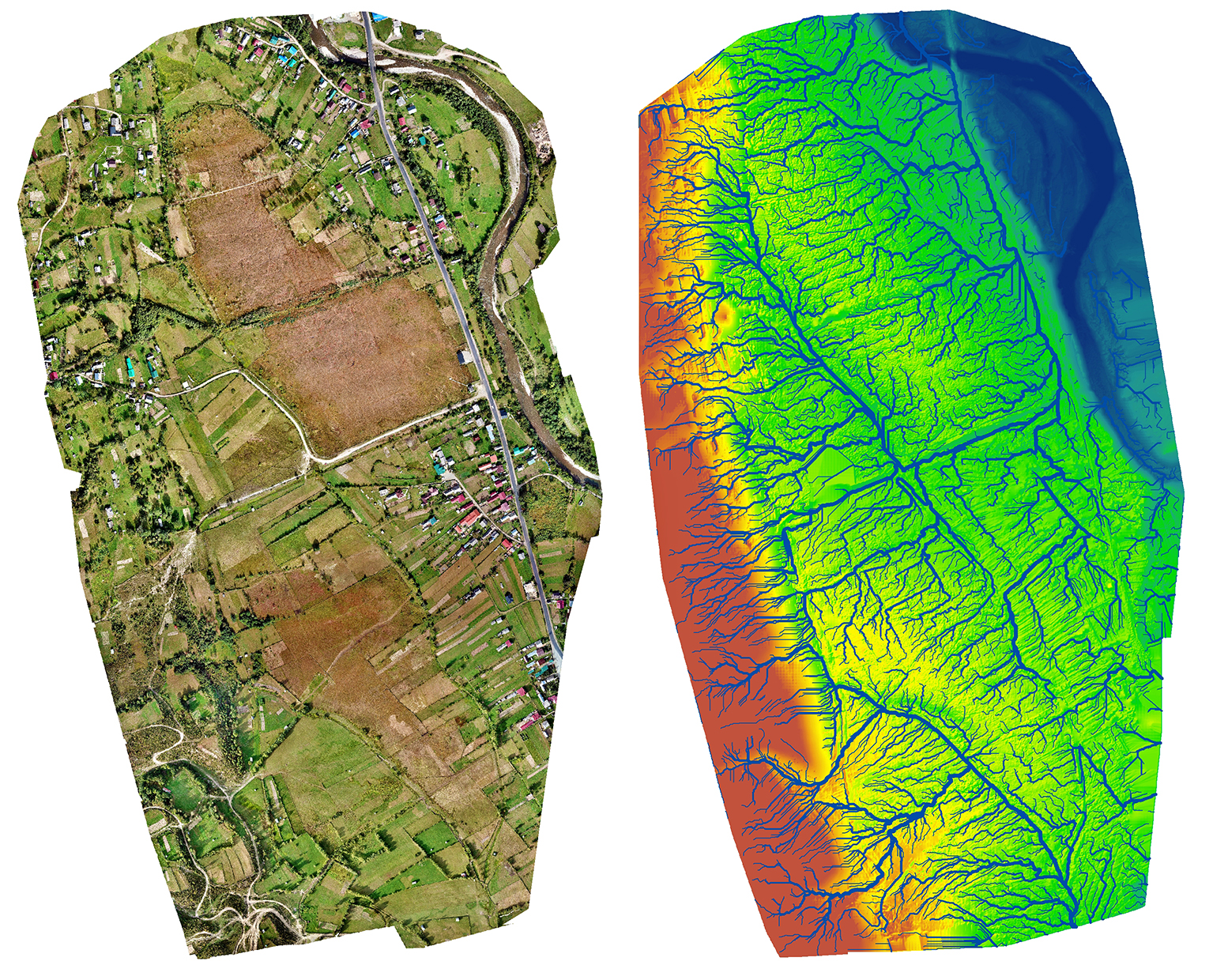
Результати аерофотозйомки болота Глуханя та встановлення схеми основних потоків води.

Боло́то Глуха́ня — гідрологічно-ботанічний заказник загальнодержавного значення в Україні. Розташований в Українських Карпатах, у межах Міжгірського району Закарпатської області, в селі Негровець. 
Площа природоохоронної території 23 га. Створений 1980 року. 
Глуханя — найбільше сфагнове оліготрофне болото в Ґорґанах, має науково-пізнавальне, а також водорегулююче значення. 
Охороняється унікальний природний комплекс болотних та водолюбних рослин, серед яких журавлина звичайна, шейхцерія болотна, лікоподіелла заплавна і росичка круглолиста. 
Заказник розташований у межах Національного парку «Синевир».
В рамках проекту WWF, який почався у 2020 р, було заплановано комплекс заходів з відновлення болота. Зокрема, у вересні 2020 р. була проведена аерофотозйомка болота за допомогою БПЛА і побудовано цифрову модель рельєфу болота, а на її основі — схему основних потоків води.